# کووتی (ناحیه هاولیتشکوف برود)
کووتی (به چکی: Kouty) یک منطقهٔ مسکونی در جمهوری چک است که در ناحیه هاولیتشکوف برود واقع شده‌است. کووتی ۳٫۷۲ کیلومتر مربع مساحت و ۱۸۸ نفر جمعیت دارد و ۴۹۷ متر بالاتر از سطح دریا واقع شده‌است.